# Louis Nirenberg
Louis Nirenberg   (Hamilton, 28 de febrer de 1925 - Nova York, 26 de gener de 2020) fou un matemàtic estatunidenc i canadenc, considerat un dels millors analistes matemàtics del segle xx.
Va fer contribucions fonamentals en el camp de les equacions diferencials parcials lineals i no lineals i la seva aplicació a geometria i anàlisi complexa. Les seves contribucions inclouen la desigualtat d'interpolació de Gagliardo–Nirenberg, el qual té un paper important en la solució de les equacions diferencials parcials el·liptiques que sorgeixen en moltes àrees de matemàtiques, i la formalització de l'oscil·lació mitjana acotada, també coneguda com a espai John–Nirenberg, el qual és utilitzat per estudiar el comportament de materials elàstics i jocs de'atzar, com per exemple la martingala.
El treball de Nirenberg en equacions en derivades parcials va ser descrit per la Societat Americana de Matemàtiques el 2002 com "entre els millors que s'han fet" en la direcció de l'existència i regularitat de Navier–Stokes en el camp de la mecànica dels fluids i turbulències, el qual és un problema de Premi del Mil·lenni i un dels problemes no resolts en física.

## Biografia
Nirenberg va néixer a Hamilton i va assistir a l'institut de secundària Baron Byng High School. Va estudiar a la Universitat McGill, i va obtenir el seu doctorat a la Universitat de Nova York el 1949 sota la direcció de James J. Stoker. Va esdevenir professor de l'Institut Courant de Ciències Matemàtiques de la Universitat de Nova York. Se li va atorgar l'honor de Doctor de Ciència, honoris causa, per la Universitat de Colúmbia britànica el 2010.
Ha rebut molts honors i premis, incloent el premi commemoratiu Bôcher (1959), el premi Jeffery-Williams (1987), el premi Steele (1994 i 2014), la Medalla Nacional de Ciència (1995), i fou el primer destinatari del Premi Crafoord (1982) i de la medalla Chern (2010). El 2015 se l'hi va atorgar el premi Abel juntament amb John Nash. És un membre de la societat americana de matemàtiques.

## Obres Seleccionades
- Functional Analysis. Courant Institute 1961.
- Lectures on linear partial differential equations. En: Conference Board of the Mathematical Sciences of the AMS. American Mathematical Society, Providence (Rhode Island) 1973.
- Topics in Nonlinear Functional Analysis. Courant Institute 1974.
- Partial differential equations in the first half of the century, en Jean-Paul Pier Development of mathematics 1900-1950, Birkhäuser 1994